# Greg Moore (Eishockeyspieler)
Gregory „Greg“ Moore (* 26. März 1984 in Lisbon, Maine) ist ein ehemaliger US-amerikanischer Eishockeyspieler und derzeitiger -trainer, der im Verlauf seiner aktiven Karriere zwischen 2002 und 2015 unter anderem 408 Spiele in der American Hockey League (AHL) auf der Position des rechten Flügelstürmers bestritten hat. Darüber hinaus absolvierte er zehn Partien für die New York Rangers und Columbus Blue Jackets in der National Hockey League (NHL) sowie 146 weitere für die Augsburger Panther und Grizzly Adams Wolfsburg in der Deutschen Eishockey Liga (DEL). Seit Dezember 2019 ist Moore als Cheftrainer der Toronto Marlies in der AHL tätig.

## Karriere

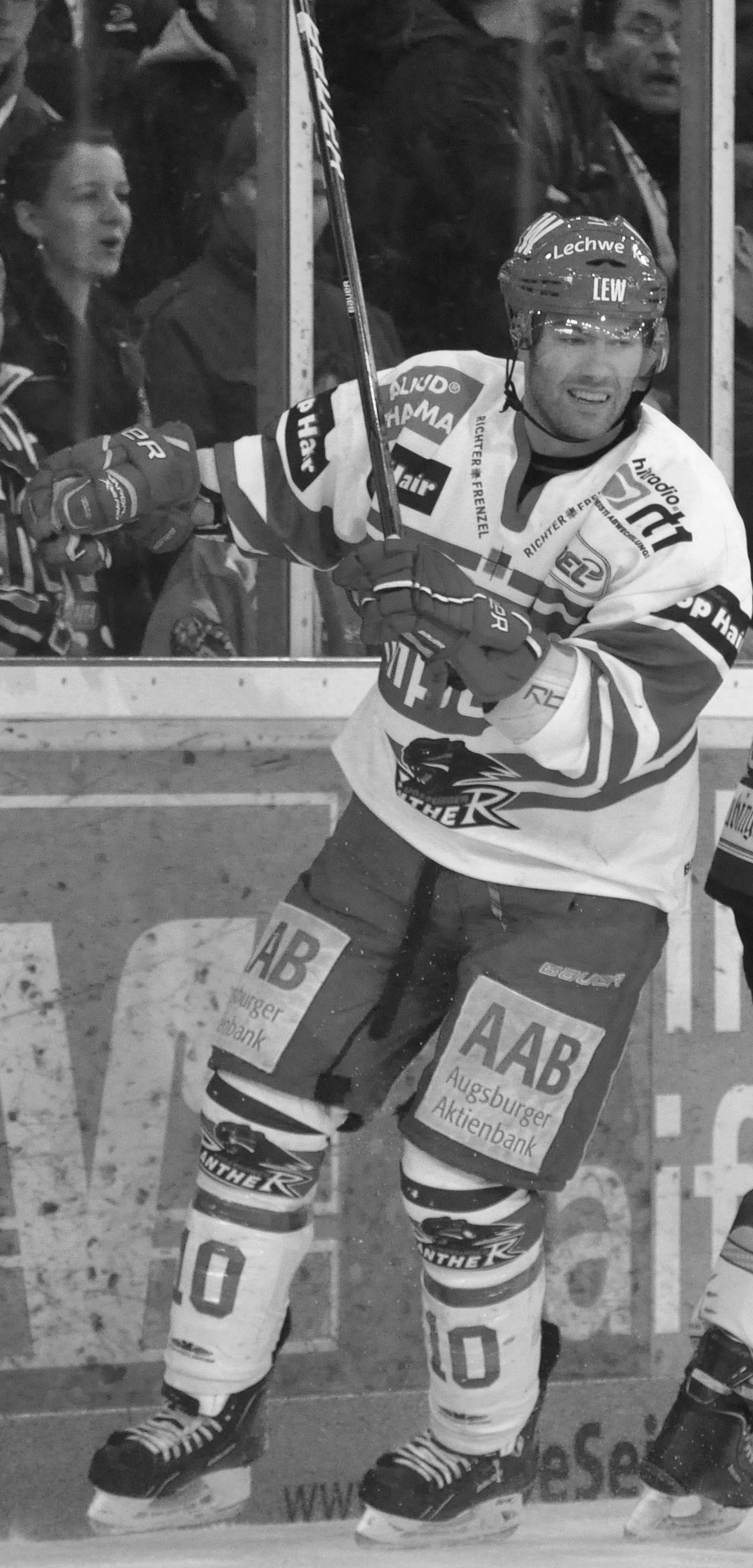
Moore im Trikot der Augsburger Panther (2012)

Greg Moore begann seine Karriere als Eishockeyspieler im National Team Development Program des US-amerikanischen Eishockeyverbandes USA Hockey, für das er von 2000 bis 2002 in den Juniorenligen North American Hockey League (NAHL) und United States Hockey League (USHL) aktiv war. Anschließend besuchte er vier Jahre lang die University of Maine, für dessen Eishockeymannschaft er parallel in der National Collegiate Athletic Association (NCAA) aktiv war. Mit der Mannschaft gewann er im Jahr 2004 den Meistertitel der Collegeliga Hockey East. Während seiner Universitätszeit wurde er im NHL Entry Draft 2003 in der fünften Runde als insgesamt 143. Spieler von den Calgary Flames aus der National Hockey League (NHL) ausgewählt, für die er allerdings nie spielte. Stattdessen lief er von 2006 bis 2009 für das Hartford Wolf Pack in der American Hockey League (AHL) auf. In der Saison 2007/08 bestritt er zudem sechs Spiele für deren Kooperationspartner New York Rangers in der NHL.
Den Großteil der Saison 2009/10 verbrachte Moore bei den Bridgeport Sound Tigers in der AHL. Kurz vor Ende der Spielzeit wurde er zu den Columbus Blue Jackets aus der NHL transferiert, für die er weitere vier NHL-Einsätze bestritt. Hauptsächlich kam er jedoch für das AHL-Farmteam Syracuse Crunch zum Einsatz. Die Saison 2010/11 begann der US-Amerikaner bei den Adirondack Phantoms in der AHL und beendete sie bei deren Ligarivalen Springfield Falcons. Zur Saison 2011/12 wurde der zweifache Junioren-Weltmeister von den Augsburger Panthern aus der Deutschen Eishockey Liga (DEL) verpflichtet.
Zur Saison 2012/13 wechselte der bullige Zwei-Wege-Stürmer zum Ligakonkurrenten Grizzly Adams Wolfsburg, wo sein Vertrag frühzeitig bis zum Ende der Saison 2013/14 verlängert wurde. Im zweiten Spiel der Saison 2013/14 gegen den ERC Ingolstadt verletzte sich Moore durch einen im Spiel nicht geahndeten Bandencheck von Tim Conboy schwer und erlitt einen Kreuzbandriss. Daher fiel er bis zum Saisonende aus und wechselte anschließend zu den Piráti Chomutov in die zweite tschechische Spielklasse. Nach 16 Partien dort kehrte Moore im November 2014 in die DEL zurück und lief bis zum Ende der Saison 2014/15 erneut für die Augsburger Panther auf. Im Anschluss an die Saison beendete Moore seine Spielerkarriere.
Nach seiner aktiven Spielerkarriere war Moore zunächst drei Spielzeiten für den US-amerikanischen Eishockeyverband USA Hockey Assistenztrainer von verschiedenen Jugendnationalmannschaften. In der Saison 2018/19 heuerte er als Cheftrainer des Teams Chicago Steel in der Juniorenliga United States Hockey League (USHL) an, ehe er Mitte Dezember 2019 von den Toronto Marlies aus der AHL als Cheftrainer unter Vertrag genommen wurde. Diese Position hatte er bis zum Ende der Saison 2022/23 inne. Anschließend wechselte er wieder zurück in den US-amerikanischen Eishockeyverband USA Hockey, wo er erneut die U17- und U18-Nationalmannschaft als Cheftrainer übernahm. Bei der Weltmeisterschaft 2024 fungierte er zudem als Assistenztrainer der A-Nationalmannschaft.

### International
Für die USA nahm Moore an der World U-17 Hockey Challenge 2001, U18-Junioren-Weltmeisterschaft 2002 sowie den U20-Junioren-Weltmeisterschaften der Jahre 2003 und 2004 teil. Bei der World U-17 Hockey Challenge 2001, U18-Junioren-Weltmeisterschaft 2002 und U20-Junioren-Weltmeisterschaft 2004 gewann der Stürmer mit seiner Mannschaft jeweils den Weltmeistertitel.

## Erfolge und Auszeichnungen
| - 2004 Lamoriello-Trophy-Gewinn mit der University of Maine - 2005 Hockey East All-Academic Team - 2006 Hockey East First All-Star Team | - 2006 Hockey East All-Academic Team - 2006 NCAA East First All-American Team - 2008 Teilnahme am AHL All-Star Classic |

### International
- 2001 Goldmedaille bei der World U-17 Hockey Challenge
- 2002 Goldmedaille bei der U18-Junioren-Weltmeisterschaft
- 2004 Goldmedaille bei der U20-Junioren-Weltmeisterschaft

## Karrierestatistik

### International
Vertrat die USA bei:
- World U-17 Hockey Challenge 2001
- U18-Junioren-Weltmeisterschaft 2002
- U20-Junioren-Weltmeisterschaft 2003
- U20-Junioren-Weltmeisterschaft 2004

(Legende zur Spielerstatistik: Sp oder GP = absolvierte Spiele; T oder G = erzielte Tore; V oder A = erzielte Assists; Pkt oder Pts = erzielte Scorerpunkte; SM oder PIM = erhaltene Strafminuten; +/− = Plus/Minus-Bilanz; PP = erzielte Überzahltore; SH = erzielte Unterzahltore; GW = erzielte Siegtore; 1 Play-downs/Relegation; Kursiv: Statistik nicht vollständig)